# Relegation (Sport)
Als Relegation werden im Sport Qualifikationsspiele bezeichnet, bei denen es für die beteiligten Mannschaften darum geht, welche in der nächsten Saison in einer höheren und welche in der direkt darunter platzierten Liga spielt. Das Resultat ist für die Mannschaften der Abstieg in die tiefere, der Aufstieg in die höhere oder der Verbleib in der bisherigen Liga (Klassenerhalt).
In manchen Sportarten werden Relegationsturniere oder -runden gespielt. In der Schweiz wird dafür die Bezeichnung Barrage verwendet.

## Wortherkunft
Relegatio bedeutet im Lateinischen ‚Verweisung, Entfernung, Verbannung‘. Früher wurde Relegation noch für die Verweisung von einer Hochschule verwendet. Die Vorsilbe re entspricht dem deutschen Wort bzw. Wortteil wieder oder zurück. Der Wortteil lega ist zum italienischen Begriff für bestimmte Gruppierungen, Vereinigungen oder Gruppierungen (z. B. auch politische Parteien) geworden, entsprechend in anderen Sprachen Liga (deutsch), ligue (französisch) und league (englisch).
Im Ligabetrieb im Sport, wo eine feste Anzahl von Einzelsportlern oder Mannschaften aufeinander treffen, um eine Rangfolge auszuspielen, ist zumeist vorab festgelegt, dass eine bestimmte Anzahl an best- und schlechtestplatzierten Teilnehmern im folgenden Wettbewerb in der nächsthöheren oder nächstniedrigeren Liga antreten werden (Spielklassenwechsel). Für eine solche Umstufung in eine niedrigere Liga (deutsch Abstieg) wird im Englischen  und im Französischen der von dem lateinischen Wort relegatio kommende Ausdruck relegation / relégation verwendet – für die umgekehrte Richtung (Aufstieg) der ebenfalls aus dem Lateinischen stammende Ausdruck promotion.
In Deutschland wird der Begriff Relegation seit 1982 (zuerst eingeführt im Fußball) für Entscheidungsspiele und Entscheidungsrunden verwendet, mittels derer entschieden wird, ob von meist zwei Teilnehmern der eine ab- und der andere aufsteigen wird, oder ob beide in ihrer bisherigen Liga verbleiben. Es gibt beispielsweise ein Entscheidungsspiel (meist als Hin- und Rückspiel) zwischen der drittschlechtesten Mannschaft der höheren und der drittbesten der niedrigeren Spielklasse; der (Gesamt-)Sieger dieser Spiele spielt in der Folgesaison in der höheren, der Verlierer in der niedrigeren Liga.
In der Schweiz wird der aus dem Französischen stammende Begriff Barrage (Plural Barrages) verwendet, der auch noch die anderen Bedeutungen Talsperre, Stausee und Sperrfeuer hat. Der Begriff wird vor allem in Sportarten benutzt, die in Frankreich ihren Ursprung haben wie Pétanque oder in Frankreich beliebt sind wie Rugby oder Radsport. Er hat sich unter anderem in der deutschsprachigen Schweiz, Tschechien, Griechenland und Polen durchgesetzt.

## Fußball

### UEFA
In der UEFA Nations League wurden zur Spielzeit 2024/2025 Relegationsspiele zwischen allen vier Ligen eingeführt.

### Deutschland
In der deutschen Fußball-Bundesliga finden mit Unterbrechungen seit 1982 Relegationsspiele statt. Im gesamten Fußball-Ligasystem in Deutschland gibt es Relegationsspiele.

### Frankreich

#### Geschichte der französischen Relegationsspiele
In den ersten Jahren (1932 bis 1939 und 1945 bis 1950) gab es zwischen erster und zweiter Division keine Barrages, sondern nur einen direkten Ab- bzw. Aufstieg. Dies galt auch von 1957 bis 1963, 1970 bis 1979 sowie zwischen 1993/94 und 2015/16 einschließlich.
In folgenden Zeiträumen hingegen existierten Relegationsspiele, und zwar entweder mit Hin- und Rück- sowie notfalls einem Entscheidungsmatch (bei zwei beteiligten Mannschaften), in Turnierform mit einer einfachen Punkterunde (bei drei oder vier Teilnehmern) oder in mehreren Überkreuzspielen (bei vier bis sieben Teilnehmern):
- 1950/51, 1963/64–1967/68, 1969/70: je zwei Erst- und Zweitdivisionäre
- 1951/52–1956/57, 1968/69, ab 2016/17: je ein Erst- und Zweitdivisionär
- 1979/80: ein Erst- und drei Zweitdivisionäre
- 1980/81–1983/84: ein Erst- und vier Zweitdivisionäre
- 1984/85–1992/93: ein Erst- und sechs Zweitdivisionäre

In den 1950er und 1960er Jahren waren die Gewichte zwischen den Mannschaften aus den beiden Ligen noch annähernd gleichmäßig verteilt: Zwölf Erst- und neun Zweitdivisionäre überstanden die Barrages erfolgreich. Hingegen gelang es in den Relegationsrunden ab 1979/80, als sich jeweils ein einziger Erstligist mit bis zu sechs unterklassigen Mannschaften auseinandersetzen musste, Ersteren nur in fünf der 14 Jahre, sich auf diesem Weg doch noch den Klassenerhalt in der Division 1 zu sichern. Dabei wurden in diesem Zeitraum mit einer Ausnahme stets drei Aufstiegsplätze vergeben, die aber in der übergroßen Zahl der Fälle an Teams der Division 2 gingen.

#### Relegationsspiele
In der Tabelle sind Teilnehmer und – nur bei Einzelpaarungen – Spielergebnisse aufgeführt. Die Vereine, die aufgrund der Relegation in der Folgesaison der ersten Liga angehörten, sind fett dargestellt. In den Jahren, in denen mehr als zwei Mannschaften beteiligt waren, gab es drei unterschiedliche Modi:
Modus A: Jeder spielte einmal gegen jeden Teilnehmer (einfache Punktrunde).
Modus B: Jeder Teilnehmer bestritt Hin- und Rückspiel gegen die beiden Mannschaften aus der Liga, der er selbst nicht angehörte; aus allen Ergebnissen wurde eine Tabelle erstellt, deren zwei Punktbeste aufstiegen.
Modus C: Zunächst Überkreuzspiele zwischen den Zweit- und Drittplatzierten der Zweitligagruppen, deren Bester anschließend gegen den drittletzten Erstligisten um einen Division-1-Platz spielte.
| Saison | Erstligist(en)               | Zweitligist(en)                                                                            | Modus bzw. Ergebnisse |
| ------ | ---------------------------- | ------------------------------------------------------------------------------------------ | --------------------- |
| 1951   | FC Sète, RC Lens             | FC Rouen, RCFC Besançon                                                                    | Modus A               |
| 1952   | Olympique Marseille          | US Valenciennes                                                                            | 4:0, 1:3              |
| 1953   | Stade Rennes UC              | RC Strasbourg                                                                              | 1:3, 0:4              |
| 1954   | Stade Français               | RC Paris                                                                                   | 1:1, 2:3              |
| 1955   | OSC Lille                    | Stade Rennes UC                                                                            | 6:1, 1:0              |
| 1956   | OSC Lille                    | US Valenciennes                                                                            | 2:1, 0:1, 0:4         |
| 1957   | Stade Rennes UC              | OSC Lille                                                                                  | 2:0, 1:3, 1:2         |
| 1964   | Stade Français, RC Paris     | FC Metz, SC Toulon                                                                         | Modus B               |
| 1965   | FC Rouen, Olympique Nîmes    | FC Limoges, US Boulogne                                                                    | Modus B               |
| 1966   | OSC Lille, Olympique Nîmes   | FC Limoges, SEC Bastia                                                                     | Modus B               |
| 1967   | FC Toulouse, Olympique Nîmes | AS Aix, SEC Bastia                                                                         | Modus B               |
| 1968   | RC Strasbourg, RC Lens       | Stade Reims, Olympique Nîmes                                                               | Modus B               |
| 1969   | AS Monaco                    | AS Angoulême                                                                               | 2:1, 0:1, 0:2         |
| 1970   | AC Ajaccio*, SEC Bastia      | AS Nancy, Olympique Avignon                                                                | Modus B               |
| 1980   | Olympique Lyon               | Olympique Avignon, Stade Rennes, FC Tours                                                  | Modus C               |
| 1981   | FC Tours                     | Stade Brest, La Paillade Montpellier, US Nœux, FC Toulouse                                 | Modus C               |
| 1982   | US Valenciennes              | FC Mulhouse, FC Rouen, CS Thonon, FC Toulouse                                              | Modus C               |
| 1983   | FC Tours                     | Olympique Nîmes, Stade Reims, Stade Rennes, SC Toulon                                      | Modus C               |
| 1984   | AS Saint-Étienne             | Olympique Marseille, OGC Nizza, RC Paris, FC Tours                                         | Modus C               |
| 1985   | FC Rouen                     | Le Havre AC, FC Mulhouse, Olympique Nîmes, OGC Nizza, Stade Rennes, AS Saint-Étienne       | Modus C               |
| 1986   | AS Nancy                     | Olympique Alès, EA Guingamp, Olympique Lyon, FC Mulhouse, RC Paris, AS Saint-Étienne       | Modus C               |
| 1987   | FC Sochaux                   | SM Caen, AS Cannes, Olympique Lyon, La Paillade Montpellier, FC Mulhouse, Chamois Niort    | Modus C               |
| 1988   | Chamois Niort                | Olympique Alès, SM Caen, Olympique Lyon, FC Mulhouse, FC Sochaux, RC Strasbourg            | Modus C               |
| 1989   | RC Strasbourg                | Brest Armoricaine, Le Havre AC, Olympique Lyon, FC Mulhouse, Olympique Nîmes, Stade Rennes | Modus C               |
| 1990   | OGC Nizza                    | AS Nancy, Olympique Nîmes, Stade Rennes, FC Rouen, RC Strasbourg, US Valenciennes          | Modus C               |
| 1991   | FC Toulouse                  | Stade Laval, Le Havre AC, RC Lens, Olympique Nîmes, RC Strasbourg, US Valenciennes         | Modus C               |
| 1992   | Stade Rennes                 | SCO Angers, Girondins Bordeaux, FC Istres, Le Mans UC, RC Strasbourg, US Valenciennes      | Modus C               |
| 1993   | US Valenciennes              | SCO Angers, AS Cannes, FC Martigues, OGC Nizza, Stade Rennes, FC Rouen                     | Modus C               |

* Ajaccio durfte aufgrund einer nachträglichen Ligaaufstockung doch ebenfalls noch in der höchsten Spielklasse verbleiben.

### Österreich
In Österreich steigt das Schlusslicht der 2. Liga ab. Die Meister der drei Regionalligen kämpfen in einem Play-off mit dem Vorletzten der Ersten Liga um zwei Aufstiegsplätze. Diese Regelung wird ab der Saison 2014/15 dahingehend geändert, dass die Meister der (dann wahrscheinlich nur noch zwei Regionalligen) direkt in die Erste Liga aufsteigen werden.

### Schweiz
Im Ligasystem des Schweizerischen Fussballverbands spielte von der Saison 2003/04 bis zur Saison 2011/12 der Tabellenneunte der Super League gegen den Tabellenzweiten der Challenge League um einen Platz in der Super League. Diese Barrage wurde zwischenzeitlich zugunsten eines einzigen Auf- bzw. Absteigers abgeschafft. Ab der Saison 2018/19 wurde die Barrage wieder ausgespielt.

### Weitere Länder
Neben der „normalen“ Regelung mit festen Ab- und Aufsteigern haben verschiedene Fußballverbände in ihren Ligen abweichende Ab-/Aufstiegsmodi etabliert:
- Argentinien: Es gibt zwei feste Ab- bzw. Aufsteiger. Die dritt- und viertletzten der Primera Division spielen gegen die 3. und 4. der Nacional B um die Plätze in der ersten Liga.
- England: Zwei oder drei Mannschaften steigen direkt auf, vier dahinter platzierte Mannschaften spielen in Play-offs um einen weiteren Platz.
- Italien: Zwei Teams aus der Serie B steigen direkt auf. Beträgt die Punktedifferenz zwischen Platz 3 und 4 weniger als 10 Punkte, spielen die Plätze 3 bis 6 in Play-offs den dritten Aufsteiger aus.
- Niederlande: Nur der Tabellenletzte der Eredivisie steigt ab, und der Meister der Eerste Divisie steigt auf. Der 16. und 17. der ersten Liga und die sechs Periodenmeister der zweiten Liga spielen in einem Play-off-Modus um zwei weitere Plätze.
- Belgien: Ab der Saison 2020/21 wird wieder eine Relegation eingeführt. In der Saison 2020/21 steigt der Tabellenletzte der Division 1A ab; der Meister der Division 1B steigt auf. Die Mannschaft auf Platz 15 der Division 1A spielt gegen den Zweiten der Division 1B um den letzten freien Platz in der Division 1A. Nachdem die geplante Reduzierung der Division 1A von 18 auf 16 Vereine erst nach der Saison 2022/23 erfolgt,[3] andererseits ab der Saison 2021/22 in der Division 1B wieder die Sieger beider Tranchen in Aufstiegsspielen um den direkten Aufstieg in die Division 1A spielten, wird der Verlierer dieser Aufstiegsspiele in der Saison 2021/22 Regelationsspiele gegen die Mannschaft auf Platz 17 der Division 1A austragen.[4] Nach der Saison 2022/23 finden keine Relegationsspiele statt; ab der Saison 2023/24 spielt der Verlierer der Aufstiegsspiele gegen Platz 15 der Division 1A.[5]

## Pétanque
Beim Boule-Spiel Pétanque wird eine Barrage als Entscheidungsspiel in der Poule gespielt.